# Ruta (Białoruś)
Ruta, Babniewo lub Babuniewo (biał. Рута) – dawny folwark w dawnym powiecie nowogródzkim.
Prawdopodobnie tutaj urodził się późniejszy greckokatolicki metropolita kijowski Józef Welamin Rutski. Na początku XIX wieku mieszkał tu opiekun Adama Mickiewicza Rostocki. Mickiewicz napisał tu balladę To lubię. Wspominaną wielokrotnie przez wieszcza Rutę utożsamia się również z Rutą Dolną.